# Marylebone

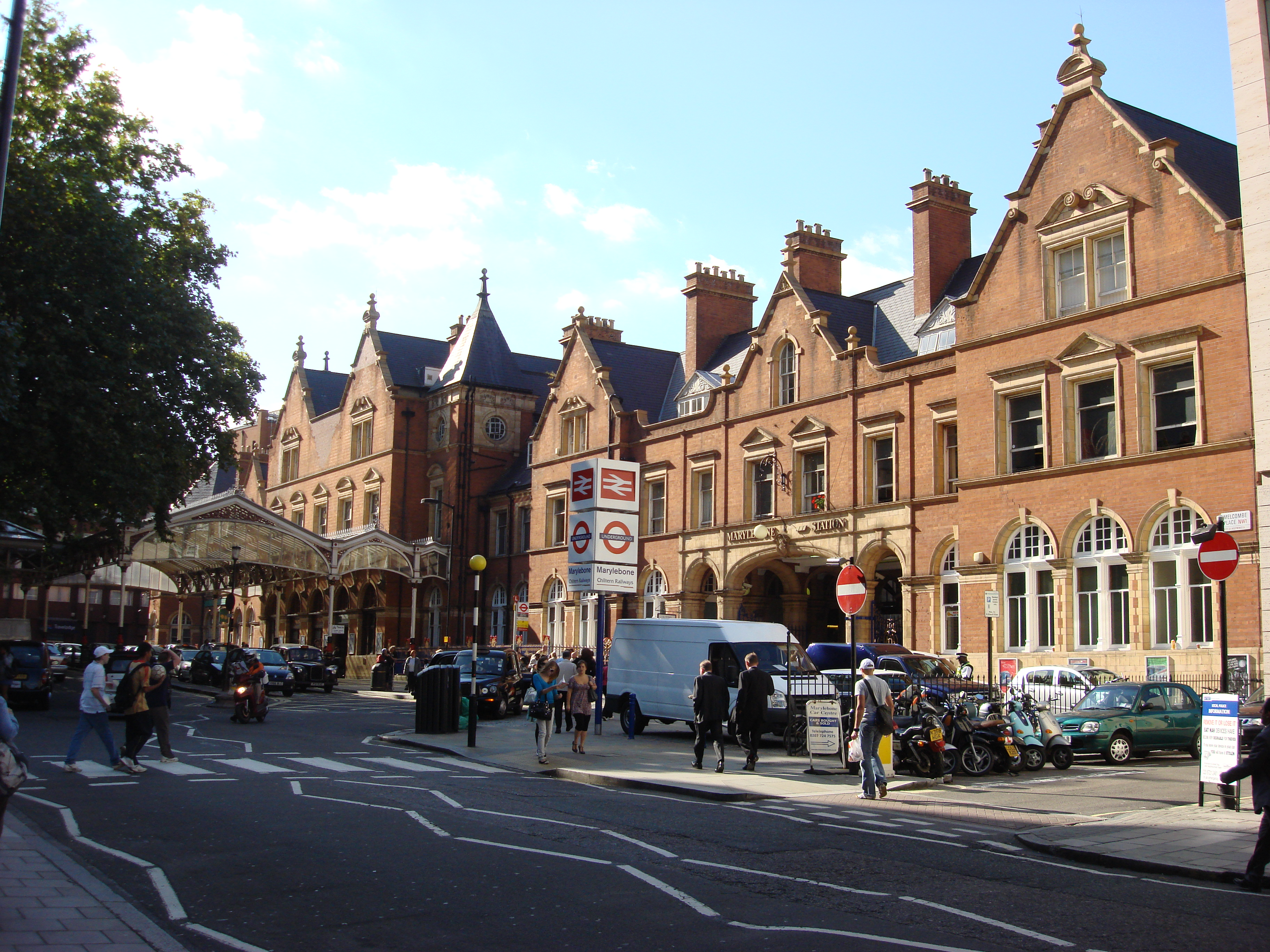
Stazione di Marylebone.

Marylebone (spesso scritto anche St. Marylebone o Mary-le-bone) è un quartiere della Central London ubicato all'interno della Città di Westminster. Può essere pronunciata (/mærɪbn/) o (/mæɹɪlɪbn̩/).

## Il quartiere
Marylebone è delimitata da Oxford Street a sud, Marylebone Road a nord, Edgware Road ad ovest e Portland Place (o in alternativa Great Portland Street) a est. L'area è anche nota come "Marylebone Village".
Oggi è un'area essenzialmente residenziale. Da quando è stata aperta la Jubilee Line nella stazione di Baker Street (con il collegamento diretto a Canary Wharf), Marylebone - particolarmente Marylebone Village - era divenuta un'area molto ricercata del centro di Londra.

## Storia
Marylebone deve il suo nome ad una chiesa chiamata "St Mary's" (ora nota come St Marylebone Parish Church), che era costruita sulle riva di un piccolo corso d'acqua o "bourne", chiamato Tybourne, che scorreva lungo quella che è oggi Marylebone Lane, prima che venisse ricoperto dalla strada. La chiesa e i dintorni, divennero poi noti come St Mary at the Bourne che, nel tempo, venne contratto nella forma breve, Marylebone.
Si crede comunemente che il nome derivi dalla storpiatura di Marie la Bonne (lingua francese "Marie/Maria la buona").
Antica parrocchia della Diocesi di Londra, Marylebone fu inclusa nella divisione di Holborn dell’Ossulstone, nel Middlesex. 
Gran parte dell'area venne costruita dalla famiglia Portman ed è conosciuta come Portman Estate. Un'altra significativa fetta, compresa Marylebone High Street, è la Howard de Walden Estate. Entrambe le proprietà risalgono ad aristocratici e sono gestite dagli eredi di queste antiche famiglie.
Il Metropolitan Borough of St Marylebone era un borgo della Contea di Londra fra il 1899 ed il 1965, dopo di che venne unito al Borgo di Paddington ed al Borgo di Westminster per formare la Città di Westminster.
Nomi come Cavendish Square e Portland Place ricordano i Duchi di Portland proprietari terrieri di queste zone nell'era georgiana.

## Geografia

### Luoghi importanti
- Baker Street
- Bryanston Square

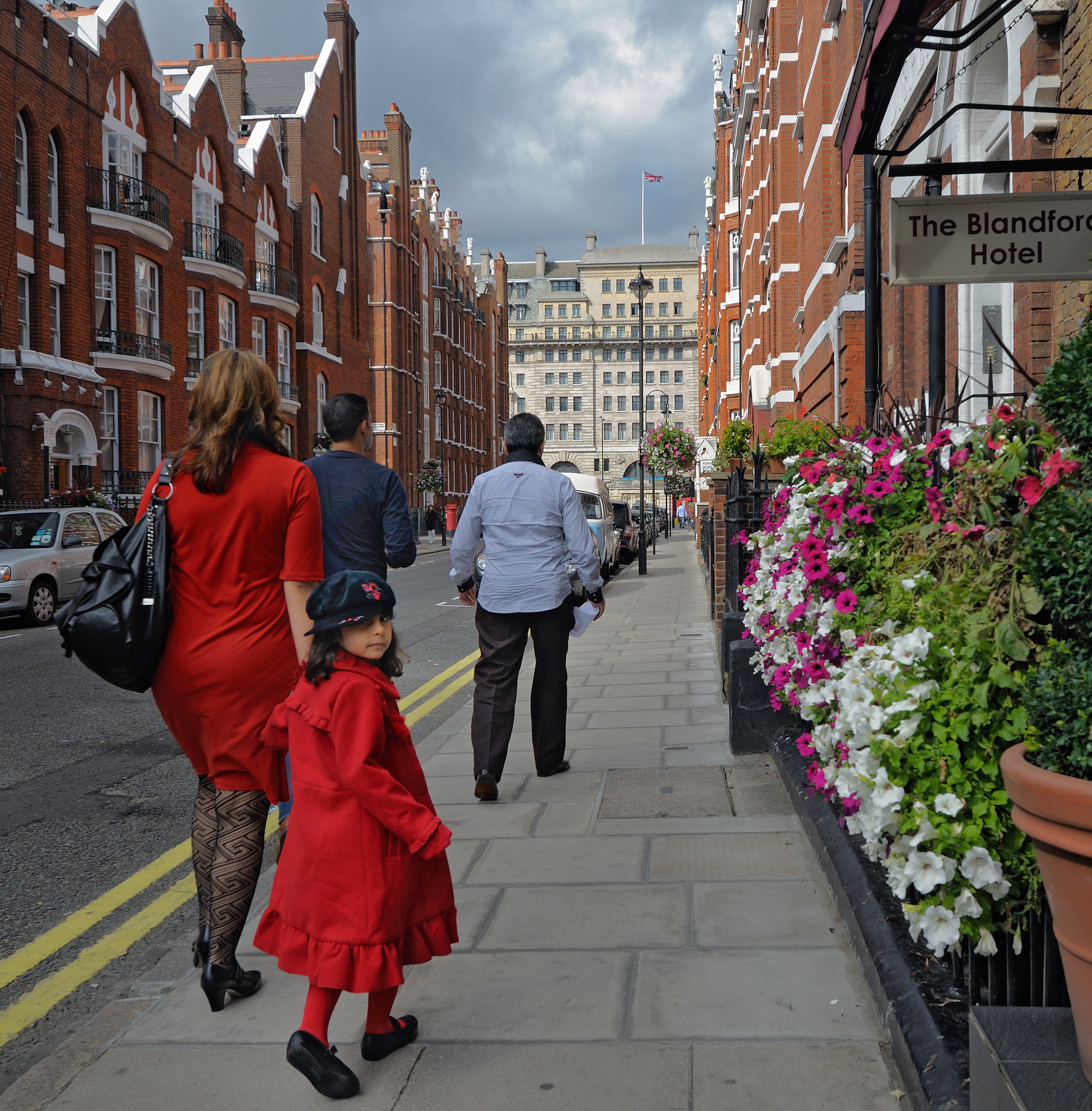
In direzione di Madame Tussaud su Chiltern st.

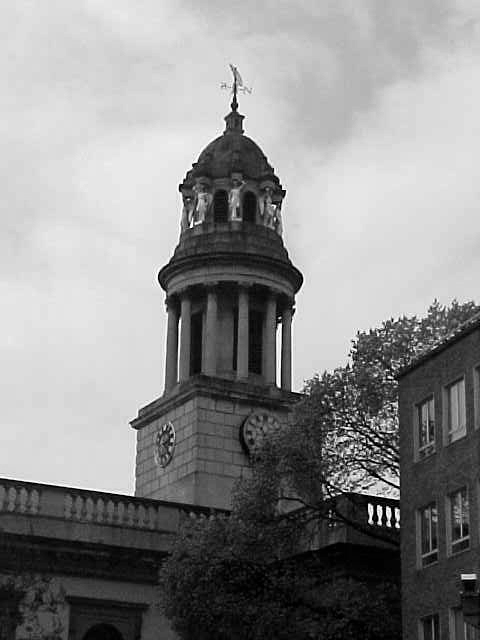
La St Marylebone Parish Church, chiesa principale del distretto.

- Broadcasting House (BBC sede centrale)
- The Colomb Art Gallery
- Duke Street, Marylebone
- Holy Trinity Church Marylebone (disegnato da Sir John Soane)
- Marylebone High Street
- Madame Tussaud's
- Manchester Square (piazza georgiana)
- Montagu Square (piazza regency)
- University of Westminster
- Royal Academy of Music
- Royal Institute of British Architects
- Regent's Park (sede del London Zoo)
- Selfridges (celebre grande magazzino)
- Hyde Park
- Marybone Chapel (disegnata nel 1722 da James Gibbs)
- Wallace Collection
- Wigmore Hall
- Marble Arch
- Wigmore Street

## Trasporti

### Metropolitana di Londra
- Baker Street
- Bond Street
- Edgware Road (Bakerloo Line)
- Edgware Road (Circle, District and Hammersmith & City Lines)
- Great Portland Street
- Marble Arch
- Marylebone
- Oxford Circus
- Regent's Park

### National Rail
- Marylebone

## Scuole importanti
- Royal Academy of Music a Marylebone Road
- University of Westminster a Marylebone Road ed a upper Regent Street